# سانتياغو توكستلا
سانتياغو توكستلا هي بلدية في المكسيك، تتبع ولاية فيراكروز، بلغ عدد سكانها 57٬466  نسمة، في 2015، رمزها البريدي هو 95830.